# Ana Irma Rivera Lassén
Ana Irma Rivera Lassén (San Juan, 13 de marzo de 1955) es una abogada y política puertorriqueña que se conoce por ser cofundadora de organizaciones históricas feministas, de derechos de la comunidad LGBTIQ, de combatir el racismo y de derechos humanos en general, tanto en Puerto Rico como internacionalmente. Se le distingue también por haber dirigido el Colegio de Abogados y Abogadas de Puerto Rico desde 2012 hasta 2014. Fue la primera mujer negra y tercera mujer que encabeza dicha organización, así como la primera persona de la comunidad LGBTIQ. Es una feminista y activista de derechos humanos, quien es también abiertamente lesbiana. En el 2019 fue una de las fundadoras principales y Presidenta del Movimiento Victoria Ciudadana y en las elecciones generales de 2020 fue electa como Senadora por Acumulación. En marzo de 2024, el Movimiento Victoria Ciudadana (CVM) seleccionó a Ana Irma Rivera Lassén como su candidata a Comisionada Residente de Puerto Rico en Washington D. C. Subsiguientemente fue elegida como Coordinadora general del MVC relevando a Manuel Natal del cargo.

## Educación y vida
Rivera Lassén es hija del distinguido profesor universitario, Eladio Rivera Quiñones, y de la maestra, Ana Irma Lassén Figueroa. A los 16 años se unió al Comité de Mujeres Puertorriqueñas y ayuda a fundar la organización Mujer Integra Ahora (MIA) en 1972. Fue a la escuela Juan José Osuna de Hato Rey, San Juan y posteriormente ingresó al Recinto de Río Piedras de la Universidad de Puerto Rico. Fue una de las fundadoras del Taller de Poesía de la universidad, este fue dirigido por Luis A. Rosario Quiles y Joserramón Meléndez. Unos años más tarde obtiene un Juris Doctor en la Escuela de Derecho de la Universidad de Puerto Rico.
Es abogada en la práctica privada y profesora adjunta en la Facultad de Derecho de la Universidad Interamericana de Puerto Rico. Tiene escritos, artículos, ensayos, cuentos y poesía en revistas, antologías y periódicos de Puerto Rico e internacionales.

## Premios y obras
Recibió la medalla Capetillo Roqué del Senado de Puerto Rico, una distinción especial por su trabajo y aportaciones excepcionales para lograr la igualdad de género y la conquista de los derechos de la mujer, así como a promover la paz y el mejoramiento de la sociedad puertorriqueña. El Colegio de Abogados y Abogadas de Puerto Rico (CAPR) le otorgó el premio Martin Luther King/Arturo Alfonso Schomburg, este premio reconociendo sus luchas por los derechos civiles y en contra de la discriminación racial. Lassén también recibió la medalla Nilita Vientós Gastón del CAPR por sus luchas a favor de los derechos humanos, su labor como abogada, su labor creativa, su labor como humanista y defensora de las artes. En 2009 le otorgaron el premio de Colegiada del año.
Entre sus trabajos destacados se encuentran:
- Rivera Lassén, Ana Irma (1987). Poesías: Programa Oficial Segundo Congreso Creación Femenina en el Mundo Hispánico. Puerto Rico: Universidad de Puerto Rico y la Fundación Puertorriqueña de las Humanidades. OCLC 27363594.
- Rivera Lassén, Ana Irma (1987). La organización de las mujeres y las organizaciones feministas en Puerto Rico (1930–1986). (Conference manuscript) Universidad de Puerto Rico. San Juan, Puerto Rico.
- Rivera Lassén, Ana Irma; Crespo Kebler, Elizabeth (2001). Documentos del feminismo en Puerto Rico: facsímiles de la historia. Río Piedras, Puerto Rico: Editorial de la Universidad de Puerto Rico. ISBN 978-0-8477-0105-6.
- Rivera Lassén, Ana Irma (16 de julio de 2010). Afrodescendant women: our gaze fixed on the intersections of race- and gender-based organizing (Report). Brasilia, Brazil: Network of Afro-Latin American, Afro-Caribbean and Diaspora Women. doi:10.13140/RG.2.1.2049.8644.
- Rivera Lassén, Ana Irma (16 de julio de 2010). Mujeres afrodescendientes: la mirada trabada en las intersecciones de organización por raza y género (Report). Brasilia, Brazil: Network of Afro-Latin American, Afro-Caribbean and Diaspora Women. doi:10.13140/RG.2.1.3098.4409.
- Rivera Lassén, Ana Irma (December 2011). «País de tránsito: por aquí pasa el llanto camino al dolor con mi niña en brazos». Rayuela (Mexico City, Mexico: Revista Iberoamericana) (5). ISSN 2007-5332. Archivado desde el original el 28 de diciembre de 2019.
- Rivera Lassén, Ana Irma (2012). «Black Girls Ride Tricycles Too: Thoughts from the Identities of an Afro-descendent and Feminist Woman».  En Vega; Alba, eds. Women Warriors of the Afro-Latina Diaspora. Houston, Texas: Arte Publico Press. ISBN 978-1-55885-746-9.

## Historial electoral
| Año  | Cargo                    | Tipo      | Partido | Partido | Votos   | %    | Posición | Resultado |
| ---- | ------------------------ | --------- | ------- | ------- | ------- | ---- | -------- | --------- |
| 2020 | Senadora por acumulación | Generales |         | MVC     | 68,760  | 5.68 | 8.ª      | Electa    |
| 2024 | Comisionada Residente    | Generales |         | MVC     | 115,710 | 9.49 | 3.ª      | Derrotada |